# Xyris ferreirae
Xyris ferreirae är en gräsväxtart som beskrevs av Robert Kral. Xyris ferreirae ingår i släktet Xyris och familjen Xyridaceae. Inga underarter finns listade i Catalogue of Life.